# Red Deer Lake
Red Deer Lake är en sjö i Kanada.   Den ligger i provinsen Manitoba, i den sydöstra delen av landet, 2 000 km väster om huvudstaden Ottawa. Red Deer Lake ligger 259 meter över havet. Arean är 245 kvadratkilometer. Den sträcker sig 14,3 kilometer i nord-sydlig riktning, och 23,4 kilometer i öst-västlig riktning.
Trakten runt Red Deer Lake är nära nog obefolkad, med mindre än två invånare per kvadratkilometer.